# Tintin-figurer
Dette er en oversigt over figurer, der har medvirket i serien Tintin.

## Andre figurer

### Abdallah
Abdallah er en forkælet og vanartet søn af emiren Ben Kalish Ezab. Han optræder første gang i Landet med det sorte guld, hvor han af dr. Müller tages som gidsel, og hans uartige opførsel er flere gange ved at forpurre Tintins forsøg på at redde ham og får kaptajn Haddock til at give ham en endefuld. Han dukker op i Koks i lasten, hvor han er sendt til Møllenborg af sin far for at beskytte ham mod revolutionen og gør livet surt for Haddock og hans husfæller.
Abdallah er altid i besiddelse af kanonslag og andre spøg- og skæmtartikler som nysepulver, kløpulver, vandpistoler osv.
Abdallah har forbillede i Faisal 2. af Irak, der blev konge af Irak som treårig, da hans far døde i en automobilulykke. Hergé benyttede billeder af den seksårige Faisal som inspiration til Abdallah.

### Bab El-Ehr
Bab El-Ehr er en sheikh, der dukker første gang op Landet med det sorte guld, hvor han bortfører Tintin og dr. Müller udnytter ham som syndebuk i forbindelse med sine skurkestreger. Senere dukker han op i Koks i lasten, hvor han dog kun bliver nævnt, her har han styrtet emiren Ben Kalish Ezab ved en revolution. Han er fanatisk anglofob og aggressiv i sin holdning

### Ben Kalish Ezab
Ben Kalish Ezab er emir i det fiktive land Khemed. Han har et vist kolerisk temperament og er udpræget godmodig. Han dukker første gang op i Landet med det sorte guld, hvor han sælger olie, og optræder senere i Koks i lasten, hvor han fratages styret i en revolution ledt af Bab El-Ehr. Han er far til den forkælede Abdallah.

### Brødrene Fugl
Brødrene Fugl er to skurke, der optræder i Enhjørningens hemmelighed og nævnes i fortsættelsen Rackham den Rødes skat. De er de oprindelige ejere af slottet Møllenborg og er antikvitetshandlere, men bruger denne virksomhed som dække for deres lyssky affærer.

### General Alcazar
General Alcazar  er general i bananrepublikken San Theodoros, hvor han hele tiden rivaliserer om magten med general Tapioca. Han er kolerisk, småkorrupt og tåler ikke megen modsigelse.
Alcazar dukker første gang op i Det knuste øre. Under dæknavnet Ramon Zarate optræder han i De 7 krystalkugler som knivkaster i en varieté i Europa med en indianerpartner. I Koks i lasten dukker han op igen i Europa for at købe krigsmateriel. Alcazar spiller en større rolle i et af seriens sidste bind, Tintin og picaroerne, hvor han som anfører af oprørsbevægelsen picaroerne kæmper for at generobre magten fra general Tapioca, som i starten af bindet er San Theodoros præsident. I samme fortælling ser vi for første gang hans kone, som han er under tøflen på, og som er en af de meget få kvinder i Tintin-universet.

### Ingeniør Wolf
Ingeniør Wolf er en skurk, der kun optræder i Mission til Månen og De første skridt på Månen, hvor han er professor Tournesols medarbejder. I sidste del af dobbeltalbummet afsløres han som forræder, der har skjult oberst Jorgen i raketten. Han er en for tegneseriemediet meget sjældent fænomen, nemlig en nuanceret skurk. Han er kommet ud i det på grund af at være en spillefugl, der har stiftet gæld og så afpresses at tage del i spionaffærer. Han plages af stor samvittighedsnag over det, han har medvirket til, og da det under returrejsen mod jorden kniber med iltbeholdningen ofrer han sit liv for at redde sine medrejsende.

### Igor Wagner
Igor Wagner er Bianca Castafiores pianist og optræder i Ottokars scepter, Tournesolmysteriet og Tintin og picaroerne som ledsager til denne. Han er opkaldt efter komponisterne Richard Wagner og Igor Stravinsky
I Castafiores juveler skal han sidde og øve skalaer hele dagen, men gør alt for at slippe. I dette album finder man ud af, at han lider af ludomani, da Tintin opdager, at han forlader Møllenborg, mens klaveret stadig spiller. Tintin venter ved klaveret (der spiller vha. en båndoptager), og da Wagner vender tilbage, konfronterer han ham med dette, hvorpå han bekender sin lidenskab.

### Irma
Irma er operadivaen Bianca Castafiores stuepige, hun optræder i Castafiores juveler, hvor hun kommer i klammeri med Dupond og Dupont, samt i Tintin og picaroerne.

### Kaptajn Chester
Kaptajn Chester er en af kaptajn Haddocks gamle ven og kollega. For det meste bliver han bare omtalt, men i Den mystiske stjerne møder vi ham, hvor han hjælper Tintin og kaptajn Haddock med at få olie ved en list.

### Lazlo Carreidas
Lazlo Carreidas er en milliardær og forretningsmand, der udelukkende optræder i Rute 714 til Sydney, hvor han bortføres af Rastapopoulus, der er ude efter nummeret på hans hemmelige bankkonto. Han er langtfra sympatisk, er lige så skurkagtig som de officielle skurke i kraft af adskillige lyssky affærer med penge, selvglad og uforskammet overfor sine medarbejdere. Viser en utrolig barnagtighed i kraft af, at han snyder i spillet Sænke slagskibe.

### Oberst Jorgen
Oberst Jorgen er en skurk i Tintins oplevelser, der i Ottokars scepter er medsammensvoren i Borduriens forsøg på at overtage magten i Syldavien. Senere dukker han op i Mission til Månen, hvor han vil overtage måneraketten. En udpræget ond type med visse skjulte hentydninger til nazismen.

### Pratash Pasha
Pratash Pasha er en fiktiv person der optræder i tegneserien Tintins oplevelser i albummet Faraos cigarer og nævnes i Koks i lasten. Han er en ørkensheik i Khemed. I Faraos cigarer arresterer han Tintin, men da Tintin siger hans navn befrier han Tintin og sælger en hest til ham så han kan tage til Kairo. I Koks i Lasten er emir Mohammed Ben Kalish Ezab flygtet til ham i Djebel, da Bab El-Ehr, dr. Müller og Rastapopoulus under navnet Di Gorgonzola har startet en oprørsbevægelse der har overtaget magten.

### Piotr Schyyh
Piotr Schyyh er bifigur i Tintins oplevelser. Han er en estisk pilot, der reddes under en kamp af Tintin og kaptajn Haddock i Koks i lasten, selvom han prøver at dræbe dem. Da de tre sammen kommer til at tilbringe lidt tid sammen på en tømmerflåde, bliver de venner. Han optræder senere i Rute 714 til Sydney som milliardæren Lazlo Carreidas' privatpilot.